# Internationaler Tag des allgemeinen Informationszugangs
Der Internationale Tag des allgemeinen Informationszugangs ist ein jährlich am 28. September stattfindender Gedenktag der Vereinten Nationen zur Förderung der Informationsfreiheit. Er wird allgemein auch als Internationaler Tag der Informationsfreiheit bezeichnet. Die Generalversammlung der Vereinten Nationen beschloss den Welttag im Jahr 2019.
Der Gedenktag geht ursprünglich auf die Initiative zivilgesellschaftlicher Organisationen aus verschiedenen afrikanischen Staaten zurück, die den Tag seit 2002 feiern. Im Jahr 2015 schlug die UNESCO den Tag als Gedenktag vor, am 28. September 2016 wurde er erstmals offiziell abgehalten.
In den Vereinigten Staaten von Amerika findet der Tag der Informationsfreiheit am 16. März statt, dem Geburtstag des ehemaligen US-Präsidenten James Madison.